# Union Sportive de la Médina d'Alger
L'Union Sportive de la Médina d'Alger, comunemente abbreviata in USM Alger o ancora USMA (in arabo : الإتحاد الرياضي لمدينة الجزائر ; abbreviato: إتحاد الجزائر), è una società calcistica algerina di Algeri, fondata nel 1937. Milita nella Ligue 1, la massima serie del campionato algerino di calcio.
È stata la prima squadra a vincere il campionato algerino di calcio e possiede uno dei palmarès più ricchi del calcio algerino, essendosi aggiudicata 5 campionati nazionali, 8 Coppe d'Algeria, 2 Supercoppe d'Algeria e, a livello internazionale, una Coppa della Confederazione CAF, una Supercoppa CAF e una Coppa dei Campioni araba per club. 
L'USMA si è classificato al 18º posto tra i migliori club di calcio africani per quanto riguarda il decennio 2001-2010, secondo l'Istituto internazionale di storia e statistica del calcio (IFFHS).
L'USM Alger è stato uno dei primi club algerini ad abbracciare il professionismo, grazie all'ingresso in società, nel 2010, dell'attuale azionista di maggioranza.
Vive una forte rivalità sportiva con le altre squadre di Algeri, in particolare con il Mouloudia.

## Storia
Il club fu fondato il 5 luglio 1937 e partecipò ai campionati fino al 1943, quando cessò l'attività. Ripresa l'attività dopo l'indipendenza del paese, vinse la prima edizione del campionato nel 1963 per poi non vincere nessun titolo fino al 1981, quando si aggiudicò per la prima volta la Coppa d'Algeria.
Il club vinse la coppa nazionale anche nel 1988, 1997, 1999, 2001, 2003, 2004 e il campionato nel 1996, 2002, 2003 e 2005. Altri risultati prestigiosi ottenuti dal club furono il raggiungimento delle semifinali di CAF Champions League nel 1997 e nel 2003. L'USM Alger vinse per l'ottava volta la Coppa d'Algeria nel 2013, anno in cui mise in bacheca anche la Coppa dei Campioni araba per club. Nel 2023 si aggiudicò il primo titolo internazionale, la Coppa della Confederazione CAF, cui fece seguito il trionfo in Supercoppa CAF sconfiggendo i campioni continentali dell'Al-Ahly.

## Gemellaggi
- CS Constantine
- WA Tlemcen

## Rivalità
- MC Alger
- JS Kabylie
- CR Belouizdad
- ES Sétif
- USM El Harrach
- OMR El Anasser

## Palmarès

### Competizioni nazionali
- Campionato algerino: 8

1962-1963, 1995-1996, 2001-2002, 2002-2003, 2004-2005, 2013-2014, 2015-2016, 2018-2019
- Coppa d'Algeria: 8

1980-1981, 1987-1988, 1996-1997, 1998-1999, 2000-2001, 2002-2003, 2003-2004, 2012-2013
- Supercoppa d'Algeria: 2

2013, 2016
- Ligue 2: 4

1973-1974, 1980-1981, 1986-1987, 1994-1995

### Competizioni internazionali
- Coppa dei Campioni araba per club: 1

2012-2013
- Coppa della Confederazione CAF: 1

2022-2023
- Supercoppa CAF: 1

2023

### Altri piazzamenti
- Campionato algerino:

Secondo posto: 1998, 2000-2001, 2003-2004, 2005-2006
Terzo posto: 2011-2012
- Coppa d'Algeria:

Finalista: 1969, 1970, 1971, 1972, 1973, 1978, 1980, 2006, 2008
Semifinalista: 2023-2024
- Supercoppa d'Algeria:

Finalista: 1981, 2014, 2019
- CAF Champions League:

Finalista: 2015
Semifinalista: 2003, 2017
- Coppa della Confederazione CAF:

Semifinalista: 2023-2024
- Coppa delle Coppe d'Africa:

Semifinalista: 2002

## Organico

### Rosa 2024-2025
| N. |                    | Ruolo | Calciatore                     |
| -- | ------------------ | ----- | ------------------------------ |
| 1  | Algeria (bandiera) | P     | Mohamed Zemmamouche (capitano) |
| 2  | Algeria (bandiera) | C     | Oussama Chita                  |
| 3  | Algeria (bandiera) | D     | Abderrahime Hamra              |
| 4  | Algeria (bandiera) | D     | Mustapha Kheiraoui             |
| 6  | Algeria (bandiera) | D     | Lyes Oukkal                    |
| 8  | Algeria (bandiera) | C     | Kamel Belarbi                  |
| 10 | Libia (bandiera)   | A     | Muaid Ellafi                   |
| 11 | Algeria (bandiera) | A     | Abdelkrim Zouari               |
| 15 | Algeria (bandiera) | A     | Oualid Ardji                   |
| 16 | Algeria (bandiera) | P     | Ismaïl Mansouri                |
| 17 | Algeria (bandiera) | D     | Haithem Loucif                 |
| 18 | Algeria (bandiera) | A     | Aymen Mahious                  |
| 19 | Algeria (bandiera) | D     | Redouane Cherifi               |
| 20 | Algeria (bandiera) | A     | Adem Redjehimi                 |

| N. |                    | Ruolo | Calciatore             |
| -- | ------------------ | ----- | ---------------------- |
| 23 | Algeria (bandiera) | C     | Hamza Koudri           |
| 25 | Algeria (bandiera) | C     | Mohamed Reda Boumechra |
| 26 | Algeria (bandiera) | A     | Billel Benhammouda     |
| 27 | Algeria (bandiera) | D     | Mohamed Tiboutine      |
| 28 | Algeria (bandiera) | D     | Hicham Belkaroui       |
| 30 | Algeria (bandiera) | P     | Abdelmoumen Sifour     |
| 42 | Algeria (bandiera) | D     | Adam Alilet            |
| 57 | Algeria (bandiera) | D     | Anis Khemaissia        |
|    | Algeria (bandiera) | A     | Oussama Abdeldjelil    |
|    | Algeria (bandiera) | D     | Saâdi Radouani         |
|    | Algeria (bandiera) | D     | Fateh Achour           |
|    | Algeria (bandiera) | D     | Mehdi Beneddine        |
|    | Senegal (bandiera) | A     | Sekou Gassama          |

### Rose delle stagioni passate
- stagione 2008-2009